# Alexandre Castanheira
Alexandre Castanheira, Almada (1928 - 16 de Janeiro de 2018). Foi professor, escritor (poeta, cronista, contista, ensaísta e dramaturgo), dirigente associativo, defensor das causas da liberdade e da paz e difusor da cultura portuguesa.

## Biografia
Licenciado em Histórico-Filosóficas na Faculdade de Letras de Lisboa e em Literatura Moderna na Universidade de Paris VIII.  
Professor na Escola Superior de Educação Jean Piaget de Almada durante 18 anos no Curso de Animadores Socioculturais, que ajudou a criar, sendo também director da Associação de Ecologia Social e Urbana “Casa Humana”, formador na área da Poesia de crianças e jovens com vista à constituição de um Cancioneiro Infanto-juvenil, intervém com comunicações em diversos Congressos  Internacionais promovidos pelo Instituto Piaget (sobre Literatura, Filosofia, Ecologia, Matemática, Direitos Humanos, etc.), algumas delas publicadas na obra “Caixa de Ressonância”. 
Como poeta editou diversos livros e desde sempre se interessou pela divulgação da poesia, fazendo recitais em escolas e colectividades em Almada, por todo o país, assim como na Galiza (Vigo, Baiona, Universidade de Santiago de Compostela) e as conferências-recital dedicadas a Antero de Quental, Guerra Junqueiro, Mário Sá-Carneiro, Manuel da Fonseca, Sidónio Muralha, Fernando Pessoa, entre outros. Esta sua actividade tem sido completada por artigos para publicações culturais de Almada e outras terras, prefácios e apresentações de obras literárias e textos para catálogos de artistas plásticos como Albino Moura, Aníbal Sequeira, António Júlio e José Zagallo, entre outros. Participou em várias antologias e está representado em variadíssimas obras.
Resistente antifascista, defensor das causas da liberdade e da paz, esteve preso várias vezes. Viu-se forçado a passar à clandestinidade e a exilar-se em França. Militante do MUD Juvenil (Movimento de Unidade Democrática) e depois do PCP (Partido Comunista Português) , funcionário e representante do PCP em França e membro do CC desde meados dos anos cinquenta até ao fim da década de sessenta, altura em que se afastou da militância partidária activa. 
Regressou a Portugal após a Revolução do 25 de Abril  em 1978, como director da Revista da Federação Sindical Mundial, participando como tal em várias Conferências e Congressos Mundiais em Praga, Moscovo, La Havana, Berlim (RDA), etc. Foi igualmente colaborador da secção internacional e de emigração da CGTP e continuou ao serviço das causas sindicais, do Movimento Associativo, do Poder Local Democrático, marcando sempre de forma muito intensa toda a actividade associativa, cultural e educativa em Almada.
Tem-se dedicado a uma intensa vida associativa, que já tinha iniciado em jovem, na década de 40 do século XX, na Incrível Almadense, antes de ser obrigado a deixar o país e refugiar-se em França. É associado de mérito de várias associações de cultura e recreio: Incrível, Campismo de Almada, Instrução e Recreio do Laranjeiro, Associação Cultural Manuel da Fonseca, SCALA e muitas outras.
Exerceu funções de deputado municipal em Almada e de Presidente da Assembleia de Freguesia do Laranjeiro.

## Homenagens, Condecorações e Medalhas
A Câmara Municipal de Almada atribuiu-lhe, em 1994, a Medalha de Ouro de Mérito Cultural.
Diploma de Reconhecimento e Homenagem da Federação Portuguesa de Colectividades de Cultura e Recreio em 1996.
Em Abril de 2004, o Presidente da República, Jorge Sampaio, confere-lhe o grau de Comendador da Ordem da Liberdade.
A Câmara Municipal de Almada atribuiu a designação de Escola Básica Alexandre Castanheira à Escola Básica n.º 2 do Laranjeiro, localizada no Terreiro João de Barros. A decisão teve aprovação prévia por parte do Conselho Geral do Agrupamento de Escolas Professor Ruy Luís Gomes, tendo sido aprovada por unanimidade pelo executivo da CMA, em reunião pública de 20 de Dezembro de 2017.

## Algumas obras publicadas
Poesia:
- Poesia Sem… Distanciação, Almada, União dos Sindicatos de Almada, 1985.
- Desilusão Optimista, Imagem capa e ilustração de Francisco Palma (FN),Carcavelos, Editora Sol XXI, 1993.
- Poética e Razão Imaginante - Seis Sentidos e Mais..., Lisboa, Editora Piaget, 2001.
- Tempo Meu, Capa de Jorge Figueira, colecção Index Poesis, Almada, Edição Poetas Almadenses, 2008.
- Tributo a Almada - Assim aprendi a olhar Almada, Caderno n.º 78 da colecção Index-Poesis, Capa: grafismo de Jorge Figueira e imagem de Albino Moura, Almada, Edição Poetas Almadenses, 2010.
- Nascemos para amar : (a Bocage); pref. João Reis Ribeiro. Laranjeiro, Junta de Freguesia de Laranjeiro, 2013.

Ensaio:
- Camões, Nosso Contemporâneo , 1.º Prémio Camões da Câmara Municipal de Almada, 1980.
- Romeu Correia, Memória Viva de Almada, Capa Louro Artur, Editora: Câmara Municipal de Almada, 1992.
- Associativismo Almadense e o Futuro, Almada, Outra Banda,1993.
- Uma Experiência "Comunista" em Torno de Um Capítulo da História dos Limites Austrais do Brasil, Almada, Junta de Freguesia de Almada, 1998.
- Parry & sentimento, introd. de Raul Pereira de Sousa, Cacilhas, Junta de Freguesia de Cacilhas, 1999.
- Seis sentidos e mais, Colecção Poética e razão imaginante, Lisboa, Instituto Piaget, 2001.
- Três ensaios sobre o cancioneiro infanto-juvenil, Colecção: Teoria das Artes e Literatura, Lisboa , Instituto Piaget, 2002.
- Conhece a freguesia de Laranjeiro?, Laranjeiro, Junta de Freguesia de Laranjeiro, 2005.

Teatro:
- Chico do Norte, Setúbal,1977.
- Uma Certa Vanguarda, Lisboa, Plataforma,1983.
- É a vida!…, Laranjeiro, Junta de Freguesia de Laranjeiro, 2007.
- Uma sereia chamada Ermelinda, Almada : Junta de Freguesia de Almada, 2011. Ed. âmbito das Comemorações dos 94 anos do nascimento de Romeu Correia, do 22º aniversário da 1ª ed. de "Cais do Ginjal" e do 100º aniversário da Proclamação da República. - Adaptação teatral do romance de Romeu Correia.

Contos:
- Hoje, ainda..., Editora N.A, Orion, 1987.
- O impossível possível : contos para a infância, Laranjeiro, Junta de Freguesia de Laranjeiro, 1998.

Crónicas:
- Cidadão a Tempo Inteiro - Discursos e Intervenções, Almada, Outra Banda, 1993.
- Bem me parecia…,  ilustração de Mário Nery, Setúbal, Edição Armazém de Papéis do Sado, 2009.

Memórias:
- Outrar-se ou a Longa Invenção de Mim, Porto, Companhia das Letras, 2003.

Critica Literária:
- Caixa de Ressonância, prefácio António Oliveira Cruz, Lisboa, Editora Piaget, 1998